# Melchor Ocampo
Melchor Ocampo (Maravatío, 5 gennaio 1814 – Tepeji del Río de Ocampo, 3 giugno 1861) è stato un politico, giurista e scienziato messicano, di origine meticcia, di fede liberale e fortemente anticlericale ed atea, è considerato l'erede ideale del politico ed intellettuale José María Luis Mora. Collaborò con Benito Juárez per negoziare un accordo controverso con gli Stati Uniti d'America, il cosiddetto Trattato McLane–Ocampo..

## Biografia
Ocampo venne abbandonato ancora in fasce presso l'abitazione di una ricca donna facoltosa della regione, proprietaria di una hacienda, donna Doña Francisca Xaviera Tapia, che lo adottò e lo nominò come suo unico erede. Studiò al seminario cattolico di Morelia e successivamente al Colegio Seminario de México (Universidad Pontificia) e successivamente studiò legge alla Reale e pontificia università del Messico dove si interessò anche di chimica, botanica e scienze naturali. A partire dal 1833 iniziò a collaborare in uno studio legale, ma fu costretto ad abbandonare la pratica forense per fare ritorno alla sua hacienda, probabilmente per fronteggiare il rischio di bancarotta; si dedicò anche allo studio della flora e della fauna locali così come degli idiomi della popolazione autoctona.

Nel 1840 intraprese un viaggio in Europa, in particolare nella Francia pervasa dalle idee illuministiche, liberali ed anticlericali lasciate dalla Rivoluzione francese, dalle quali venne fortemente influenzato. Dopo un soggiorno durato circa un anno, fece ritorno nella sua hacienda di Michoacan, dove intraprese la carriera politica proponendosi come oppositore politico del generale e politico liberale Antonio López de Santa Anna. Nel 1842 venne eletto alla Cámara de Diputados come rappresentante dello stato di Michoacan. Nel 1844 il Presidente messicano Manuel Gómez Pedraza lo nominò governatore di Michoacán durante il corso della invasione statunitense del Messico. Durante la carica di governatore, rinforzò le tesorerie statali, si preoccupò dell'ammodernamento delle infrastrutture, in particolare la costruzione di nuove vie di comunicazione, e della implementazione dell'educazione pubblica. Allo scoppio del conflitto con i vicini Stati Uniti d'America, si adoperò per il reclutamento, anche tramite coscrizione e la promulgazione di nuove tasse, di una forza militare in grado di fronteggiare l'avanzata nemica e si oppose fermamente alla stipula da parte del suo paese al Trattato di Guadalupe Hidalgo che avrebbe messo fine al conflitto.